# برم‌دارکردن وول–زیگلر
واکنش وول–زیگلر یک واکنش شیمیایی در شیمی آلی است که شامل برم دار کردن آلیلی یا بنزیلی هیدروکربن‌ها با استفاده از یک ان-بروموسوکینیمید و یک آغازگر رادیکالی است.
بهترین عملکرد برای این واکنش با ان-بروموسوکینیمید در حلال کربن تتراکلرید حاصل می‌شود.